# Élisabeth Renaud
Élisabeth Renaud (* 8. August 1846 in Seloncourt; † 15. Oktober 1932 in Paris) war eine französische Feministin und Sozialistin.

## Leben
Élisabeth Renaud stammte aus dem protestantischen Arbeitermilieu. 1870 erwarb sie das Brevet de capacité. Anschließend wurde sie Gouvernante bei einer aristokratischen Familie in Sankt Petersburg. 1881 heiratete sie einen Drucker, der 1886 starb und sie mit ihren zwei Kindern als Witwe zurückließ. Sie unterrichtete dann Französisch für Ausländer. Ihre Tochter Émilie Baduel wurde Lehrerin und heiratete im April 1908 Léo Guesde.
Élisabeth Renaud nahm im Juli 1897 am Nationalkongress der Parti ouvrier français teil. In L’Humanité nouvelle vom März und April 1898 schrieb sie einen Artikel über „La Femme au XXe siècle“ (Die Frau im 20. Jahrhundert) auf der Grundlage eines Vortrags, den sie am 28. Oktober 1897 gehalten hatte. Darin stellt sie beispielsweise fest, dass „Feministinnen, die diesen Namen verdienen, an der Lösung der sozialen Frage arbeiten, indem sie die Frau, die durch Jahrhunderte deprimierender Erziehung unterdrückt wurde, befähigen, ihren Platz in einer neuen Gesellschaft einzunehmen“.
1899 gründeten Louise Saumoneau und Elisabeth Renaud nach dem Tod von Aline Valette die Groupe féministe socialiste (GFS). Das Manifest der GFS wurde von vier Frauen unterzeichnet, die alle aus einfachen Verhältnissen stammten und ihre Berufe mit ihren Namen verbanden: Louise Saumoneau (Näherin), Elisabeth Renaud (Lehrerin), Estelle Mordelet und Florestine Malseigne (Konfektionärinnen). Dieses bezeugte die „doppelte Unterdrückung“, die Frauen erleiden, und erklärte, dass sie vom Kapitalismus ausgebeutet werden und den Männern rechtlich untergeordnet sind.
Im September 1899 setzte sich diese Gruppe in der Dreyfus-Affäre für Alfred Dreyfus ein.